# Jardin aux Moines

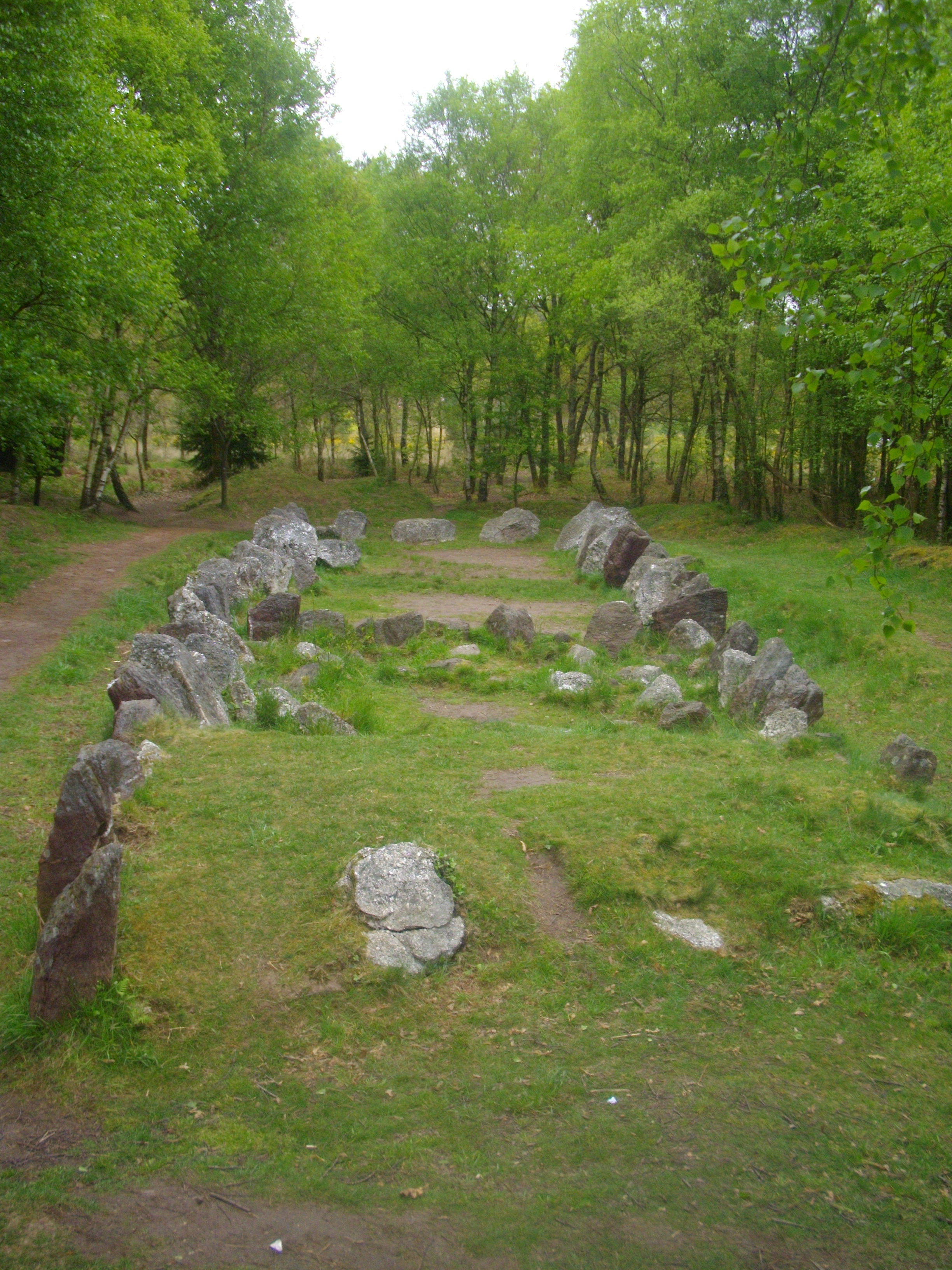
Garten der Mönche

Der Jardin aux Moines (deutsch „Garten der Mönche“) ist eine semimegalithische Anlage nördlich von Tréhorenteuc im  Wald von Brocéliande (französisch La Forêt de Brocéliande). Der Wald liegt westlich von Rennes in der Hochbretagne, wo er in den heutigen französischen Karten als „Wald von Paimpont“ verzeichnet ist. Die Anlage liegt in der Gemeinde de Néant-sur-Yvel, im Département Morbihan nahe der Grenze zum Département Ille-et-Vilaine.

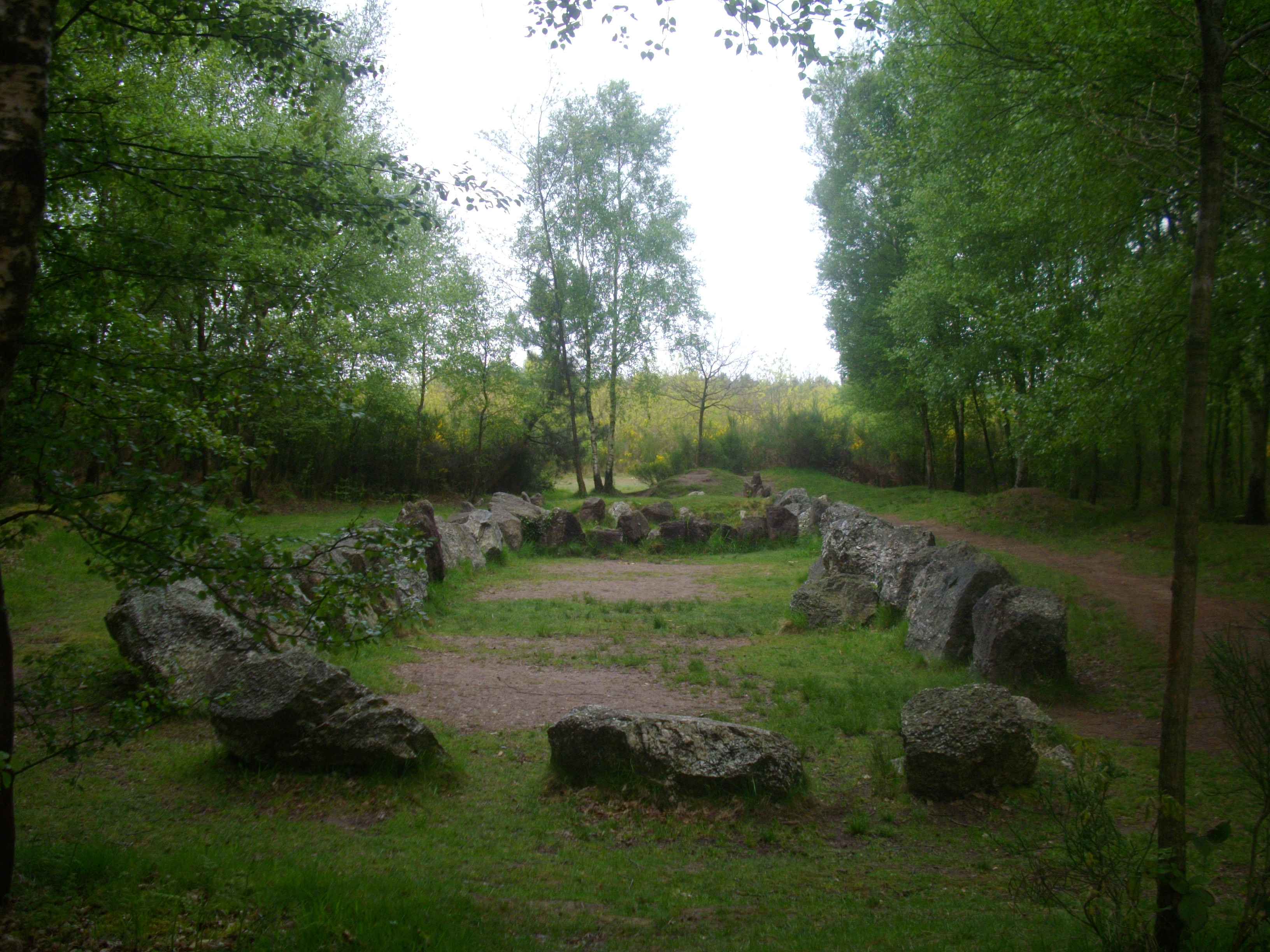
Garten der Mönche

## Beschreibung
Der „Mönchsgarten“ wurde wegen seiner überaus seltenen Einfassung (französisch enceinte-quadrilatère) im vorigen Jahrhundert als „Chaussee der Menhire“ beschrieben. Es ist ein neolithisches Langgrab, das auf seiner Südseite mit lokalen Rotschiefer- und Quarzplatten eingefasst ist. Die Nordseite besteht aus weißem, aus einer Entfernung von drei Kilometern herbeigeschafften Puddingstein (französisch poudingue). Das Ensemble ist 25 m lang und 6 m breit. Die unmegalithische Kammer enthält zwei Abtrennungen im Norden, die eine sukzessive Vergrößerung belegen. Ähnliche Anlagen, deren verstürzte Kammern sich heute nur noch als Steinhaufen präsentieren, finden sich im Westen Frankreichs auch anderenorts.

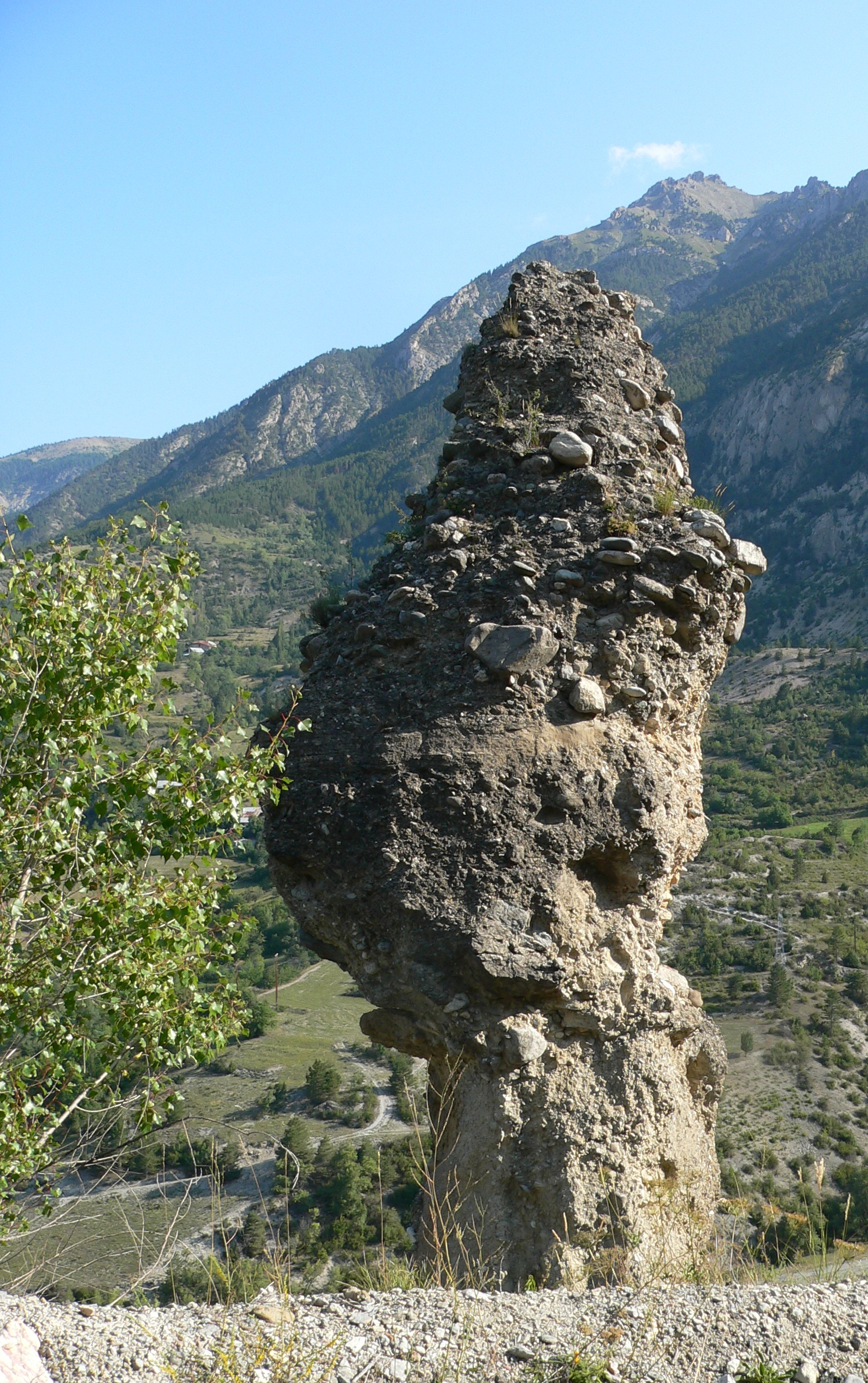
Puddingstein

Keramikfunde vom Ende der Jungsteinzeit (3000–2500 v. Chr.) ermöglichten die Datierung. Auch späterhin fand der Mönchsgarten als Grabstätte oder Kultplatz Verwendung. In einem kleinen Foyer fanden sich Pfeilspitzen aus Silex, die aus der Bronzezeit (um 2000 v. Chr.) stammen.
In der Nähe finden sich Tumuli,
- La Butte aux Tombes in der Nähe des Jardin aux Moines war früher etwa 80 Meter lang, einen Meter hoch und 8 bis 10 Meter breit.[2]
- La Butte Ronde[3]

und die Megalithanlagen
- Le Tombeau de Merlin (Merlins Grab)
- L’Hotié de Viviane (Haus der Viviane)
- Tombeau des géants (Grab der Riesen)